# Mrowla
Mrowla – wieś w Polsce, położona w województwie podkarpackim, w powiecie rzeszowskim, w gminie Świlcza. Leży nad rzeką Mrowlą.
W latach 1973–1976 miejscowość była siedzibą gminy Mrowla. W latach 1975–1998 miejscowość administracyjnie należała do województwa rzeszowskiego.
Miejscowość jest siedzibą rzymskokatolickiej parafii św. Łukasza Ewangelisty. We wsi znajduje się szkoła podstawowa im. Marii Konopnickiej, a także ośrodek szkolno-wychowawczy. Mrowla posiada jednostkę Ochotniczej Straży Pożarnej oraz pocztę. We wsi działa klub sportowy „Mrowlanka Mrowla”, który obecnie gra w Klasie B.
Sąsiednie miejscowości to: Bratkowice, Głogów Małopolski, Lipie, Rudna Mała, Rudna Wielka, Świlcza.

## Integralne części wsi
| SIMC    | Nazwa    | Rodzaj     |
| ------- | -------- | ---------- |
| 0663870 | Bajor    | część wsi  |
| 0663887 | Cierpisz | część wsi  |
| 0663893 | Gęsiówka | część wsi  |
| 0663918 | Otoka    | przysiółek |
| 0663901 | Rajchy   | część wsi  |

## Historia
Wieś została założona w 2. połowie XIV wieku. Po dwóch nieudanych próbach lokacji (z 1347 i 1352), ostatnia, dokonana w 1367, okazała się udaną. Założycielem wsi był król Kazimierz III Wielki. Mrowla stanowiła własność królewską i zarządzana była przez różnych dzierżawców. Była wsią królewską tenuty bratkowickiej w województwie sandomierskim w 1629 roku. Po rozbiorach Polski dostała się w ręce prywatne. Na początku XIX wieku nabyli ją od austriackiego rządu Stadniccy, a w 2 poł. XIX w. – Franciszek i Józefa Dolińscy. Po zakończeniu II wojny światowej majątek upaństwowiono i rozparcelowano. Dawny dwór Dolińskich gruntownie przebudowano w latach 70. XX wieku i przekształcono w ośrodek szkolno-wychowawczy.
W XIX w. istniała w Mrowli duża szkoła parafialna, w której mogło pobierać naukę nawet 60 uczniów. Działała aż do powołania szkół ludowych w 1875. W 2 połowie XIX w. istniała również gminna kasa pożyczkowa. W 1902 powstała kasa oszczędności i pożyczek – późniejsza Kasa Stefczyka. Współorganizatorem przedsięwzięcia był ks. H. Siarkowski wraz z kierownikiem miejscowej szkoły W. Fleszarem.
Na północ od wsi znajduje się charakterystyczne wzniesienie pokryte drzewami tzw. grodzisko. Jedna z hipotez zakłada, że mogła to być średniowieczna strażnica, strzegąca przebiegającej w pobliżu granicy między Polską a Rusią.

## Demografia
| rok  | liczba domów | liczba mieszkańców |
| ---- | ------------ | ------------------ |
| 1786 | 101          | 618                |
| 1921 | 232          | 1084               |
| 2004 | 312          | 1354               |

## Parafia
W dawnych wiekach wieś Mrowla leżała na terenie Archidiecezji Krakowskiej, obecnie znajduje się na terenie diecezji rzeszowskiej w dekanacie Rzeszów Zachód. Dokumenty pierwszej donacji parafii zaginęły, choć jej erygowanie dokonano pomiędzy rokiem 1367 a 1373. W 1496 w Sandomierzu w święto św. Scholastyki Dziewicy, biskup przemyski Jan Albert fundację tę odnowił i pomnożył. Obecny kościół pw. św Łukasza Ewangelisty został wybudowany w latach 1896–1900 według projektu architekta krakowskiego Sławomira Odrzywolskiego. Proboszczem wówczas był ks. Józef Siarkowski. Konsekracja odbyła się w 1905. Roboty murarskie wykonał majster Mindowicz z Sieniawy. Kościół ten posiada 100-letnią kopię cudownego obrazu Matki Bożej Kochawińskiej z napisem pod spodem: „O Mater Dei electa/Esto nobis via recta”. W kościele są ponadto zabytkowe organy z 1897 wykonane przez firmę Rieger-Kloss z Krnov. Według danych kościelnych liczba mieszkańców żyjących na terenie parafii w Mrowli (Mrowla i Lipie) liczy 1700 osób – z tego 1697 katolików oraz 3 innowierców.
Nad rzeką Mrowlą (pot.Mrówką), w pobliżu parku dworskiego, znajduje się kapliczka z drewnianą figurą św. Jana Nepomucena z XIX wieku.

## Znane osoby związane z Mrowlą
- Jan Bielak – poseł PSL „Piast”, nauczyciel, w czasie II wojny światowej sprowadzony do szkoły w Mrowli, gdzie spędził kilka ostatnich lat życia, pochowany w tej wsi[9].
- major Albin Fleszar ps. „Satyr” – żołnierz Legionów, geolog
- por. Władysław Pałka ps. „Zdzisław”, „Karaś”, „Rygor” – Oficer rzeszowskiego wywiadu rozpracowującego Wunderwaffe Blizna Poland[10][11][12]